# Herméville-en-Woëvre
Herméville-en-Woëvre település Franciaországban, Meuse megyében. Lakosainak száma 221 fő (2022. január 1.). Herméville-en-Woëvre Warcq, Abaucourt-Hautecourt, Braquis, Étain, Fromezey, Grimaucourt-en-Woëvre, Gussainville, Moranville és Ville-en-Woëvre községekkel határos.

## Népesség
A település népességének változása:
| Lakosok száma | 621  | 239  | 297  | 307  | 236  | 238  | 240  | 241  | 228  | 221  |
|               | 1901 | 1921 | 1946 | 1975 | 1990 | 2011 | 2015 | 2017 | 2020 | 2022 |